# 愛的禮物
《愛的禮物》是鳳飛飛第四張個人專輯，1973年3月海山唱片發行。此專輯銷售量達到50萬張，為1973年度最暢銷專輯。
該專輯主打歌之原曲為日本歌曲〈瀨戶的新娘〉。

## 專輯曲目
| 曲序 | 曲名       | 作詞   | 作曲     | 編曲 | 長度   | 備註 |
| A1   | 愛的禮物   | 孫儀   | 平尾昌晃 |      |        | 改編自小柳留美子的歌曲〈瀨戶的新娘〉 夏台瑄翻唱；收錄於〈明日君再來〉 青山翻唱；收錄於〈不願再分離〉 倪賓翻唱；收錄於〈變心的人〉 李碧華翻唱；收錄於〈第3個夢〉 林淑容翻唱；收錄於〈國語老歌3 往事難追憶〉 劉冠霖重新填詞翻唱〈小貝殼的回憶〉；收錄於〈盼望的愛〉 尤雅重新填詞翻唱〈那一天見你一面〉；收錄於〈心有千千結〉 陽光翻唱；收錄於〈我願長相守〉 |
| A2   | 往事難追憶 | 白峰   |          |      |        | 改編自菅原都々子的歌曲広東エレジー 孟君翻唱；收錄於〈往事難追憶〉 孫情翻唱；收錄於〈初戀的回憶〉 謝雷翻唱；收錄於〈我該怎麼辦〉 龍飄飄翻唱；收錄於〈龍飄飄懷念老歌第四輯〉 李雅芳翻唱；收錄於〈你是否還記得〉 林淑容翻唱；收錄於〈國語老歌 3 往事難追憶〉                                                                                                 |
| A3   | 少女的初戀 | 錦仁   | 林家慶   |      |        | |
| A4   | 留在我心中 | 孫儀   | 劉家昌   |      |        | 原唱：湯家豪 |
| A5   | 往日的小巷 | 巷口人 | 巷口人   |      |        | 原唱：尤雅 |
| A6   | 跟着你     | 劉家昌 | 劉家昌   |      |        | 原唱：江蕾 |
| B1   | 說聲對不起 | 孫儀   |          |      | 02'53" | 改編自宮史郎とぴんからトリオ的歌曲女のみち 楊小萍翻唱；收錄於〈誰之罪〉 倪賓翻唱；收錄於〈變心的人〉 陽光翻唱；收錄於〈我願長相守〉 龍飄飄翻唱；收錄於〈龍飄飄懷念老歌第四輯〉 女聲四重唱翻唱；收錄於〈夜貓族〉 |
| B2   | 天使之歌   | 林煌坤 | 劉家昌   |      |        | |
| B3   | 我與藍妮   | 唐冀   | 林家慶   |      |        | 中視連續劇《我與蘭妮》主題曲 |
| B4   | 西風陣陣吹 | 孫儀   | 劉家昌   |      |        | 原唱：湯家豪 |
| B5   | 霧         | 林煌坤 | 劉家昌   |      |        | 陳淑樺翻唱；收錄於〈她的名字是愛〉 呂方翻唱；收錄於〈非常老情歌〉 |
| B6   | 溫暖的家   | 劉家昌 | 劉家昌   |      |        | 電影《東南西北風》插曲 |

## 鳳唱絕版復刻盤 3 專輯曲目
| 曲序 | 曲名       | 作詞   | 作曲     | 編曲 | 長度   | 備註 |
| 01   | 愛的禮物   | 孫儀   | 平尾昌晃 |      |        | 夏台瑄翻唱；收錄於〈明日君再來〉專輯 陳芬蘭翻唱；收錄於〈龍兄虎弟〉專輯 青山翻唱；收錄於〈不願再分離〉專輯 倪賓翻唱；收錄於〈變心的人〉 李碧華翻唱；收錄於〈第3個夢〉 林淑容翻唱；收錄於〈國語老歌 3 往事難追憶〉 劉冠霖重新填詞翻唱〈小貝殼的回憶〉；收錄於〈盼望的愛〉 尤雅重新填詞翻唱〈那一天見你一面〉；收錄於〈心有千千結〉 陽光翻唱；收錄於〈我願長相守〉 |
| 02   | 往事難追憶 | 白峰   |          |      |        | 孟君翻唱；收錄於〈往事難追憶〉 謝雷翻唱；收錄於〈我該怎麼辦〉 李雅芳翻唱；收錄於〈你是否還記得〉 |
| 03   | 少女的初戀 | 錦仁   | 林家慶   |      |        | |
| 04   | 留在我心中 | 孫儀   | 劉家昌   |      |        | 原唱：湯家豪 |
| 05   | 往日的小巷 | 巷口人 | 巷口人   |      |        | |
| 06   | 跟着你     | 劉家昌 | 劉家昌   |      |        | 原唱：尤雅 |
| 07   | 說聲對不起 | 孫儀   |          |      | 02'53" | 楊小萍翻唱；收錄於〈誰之罪〉 倪賓翻唱；收錄於〈變心的人〉 陽光翻唱；收錄於〈我願長相守〉 龍飄飄翻唱；收錄於〈龍飄飄懷念老歌第四輯〉 女聲四重唱翻唱；收錄於〈夜貓族〉 |
| 08   | 天使之歌   | 林煌坤 | 劉家昌   |      |        | |
| 09   | 我與藍妮   | 唐冀   | 林家慶   |      |        | 中視連續劇《我與蘭妮》主題曲 |
| 10   | 西風陣陣吹 | 孫儀   | 劉家昌   |      |        | 原唱：湯家豪 |
| 11   | 霧         | 林煌坤 | 劉家昌   |      |        | 陳淑樺翻唱；收錄於〈她的名字是愛〉 呂方翻唱；收錄於〈非常老情歌〉 |
| 12   | 寂寞的小花 | 林煌坤 | 陳彼得   |      |        | 原唱：陳蘭麗 收錄於鳳飛飛《愛的禮物》卡帶版專輯 |
| 13   | 酒裡人生   |        |          |      |        | 收錄於鳳飛飛《愛的禮物》卡帶版專輯 |
| 14   | 找個好伴侶 |        |          |      |        | 嵐依風翻唱；收錄於〈對著月亮訴情意〉 |
| 15   | 情似海洋   | 杜莉   | 曉燕     |      |        | 收錄於鳳飛飛《楓葉情》卡帶版專輯 |
| 16   | 我與蘭妮II |        |          |      |        | 中視連續劇《我與蘭妮》插曲 |
| 17   | 隨風輕飄   |        |          |      |        | |
| 18   | 出水芙蓉   |        |          |      |        | 收錄於鳳飛飛《雷風雨》卡帶版專輯 |

## 專輯版本
- 黑膠唱片[2]
  - 1973年3月台灣海山唱片發行
  - 1973年7月新加坡、馬來西亞凱聯唱片（大聯機構與海山唱片合作發行商標）發行
- 卡帶
  - 1973年3月台灣海山唱片發行
- CD
  - 【鳳唱絕版復刻盤3】2006年10月18日台灣海山唱片發行
  - 【鳳飛飛海山飛藏專輯全記錄】2015年1月台灣飛躍藝人經紀工作室製作；喜瑪拉雅發行
  - 【復刻版】2016年2月19日台灣海山唱片發行[3]